# Themes from William Blake's The Marriage of Heaven and Hell
Themes from William Blake's The Marriage of Heaven and Hell četvrti je studijski album norveškog sastava elektroničke glazbe Ulver. Diskografska kuća Jester Records objavila ga je 7. prosinca 1998.

## Povijest
Godine 1997. gitarist Torbjørn "Aismal" Pedersen napustio je sastav i zamijenio ga je Knut Magne Valle. Krajem iste godine Kristoffer Rygg počeo je suradnju s klavijaturistom Toreom Ylwizakerom. Rygg je upoznao Ylwizakera tijekom svog rada na Arcturusovom albumu La Masquerade Infernale. Yapoòeli su planovi na The Blake Albumu, a Ylwizaker je postao član sastava.
Album je snimljen u studiju Jester i Beep Jam Studiosu. Producirali su ga Kristoffer Rygg i Tore Ylwizaker. Miksali su ga Børge Finstad i Ylwizaker u studiju Fagerborg i Beep Jamu. Masterirao ga je Audun Strype u studiju Strype u Oslu. Na albumu su gostovali poznatiji black metal glazbenici kao što Ihsahn i Samoth iz Emperora i Fenriz iz skupine Darkthrone.
Album je glazbena adaptacija knjige Vjenčanje Raja i Pakla Williama Blakea iz kojeg su preuzeti svi tekstovi na albumu. Album je podijeljen na dva CD. Posljednja skladba "A Sing of Liberty Plates 25-27" sadrži 20 minutove tišine nakon kojeg pojavljuje se pjesma "Chorus".

## Glazbeni stil
Nakon trilogije Bergtatt, Kveldssanger i Nattens Madrigal koju su bili ukorijenjeni u black metalu i folk glazbi, Ulver je počeo eksperimenti s ostalim glazbenim žanrovima kao i ostale norveške black metal skupine poput Dødheimsgarda, Solefalda i Arcturusa (gdje također pjevao je Rygg). Na uratku se nalaze elementi elektroničke i industrijalne glazbe, progresivnog metala, avangardnog metala i ambijentalne glazbe.

## Popis pjesama
Tekstovi: William Blake. 
| Disk 1 | Disk 1                           | Disk 1   | Disk 1 | Disk 1 | Disk 1 | Disk 1 | Disk 1 | Disk 1 | Disk 1 |
| Br.    | Skladba                          | Trajanje |        |        |        |        |        |        |        |
| ------ | -------------------------------- | -------- | ------ | ------ | ------ | ------ | ------ | ------ | ------ |
| 1.     | »The Argument Plate 2«           | 4:03     |        |        |        |        |        |        |        |
| 2.     | »Plate 3«                        | 2:48     |        |        |        |        |        |        |        |
| 3.     | »Plate 3 Following«              | 1:33     |        |        |        |        |        |        |        |
| 4.     | »The Voice of the Devil Plate 4« | 2:49     |        |        |        |        |        |        |        |
| 5.     | »Plates 5-6«                     | 2:31     |        |        |        |        |        |        |        |
| 6.     | »A Memorable Fancy Plates 6-7«   | 4:24     |        |        |        |        |        |        |        |
| 7.     | »Proverbs of Hell Plates 7-10«   | 9:06     |        |        |        |        |        |        |        |
| 8.     | »Plate 11«                       | 2:01     |        |        |        |        |        |        |        |
| 9.     | »Intro« (instrumentalna skladba) | 3:26     |        |        |        |        |        |        |        |
| 10.    | »A Memorable Fancy Plates 12-13« | 5:59     |        |        |        |        |        |        |        |
| 11.    | »Plate 14«                       | 2:08     |        |        |        |        |        |        |        |
| 12.    | »A Memorable Fancy Plate 15«     | 4:51     |        |        |        |        |        |        |        |
| 13.    | »Plates 16-17«                   | 3:17     |        |        |        |        |        |        |        |
| 48:56  |                                  |          |        |        |        |        |        |        |        |

| Disk 2 | Disk 2                           | Disk 2   | Disk 2 | Disk 2 | Disk 2 | Disk 2 | Disk 2 | Disk 2 | Disk 2 |
| Br.    | Skladba                          | Trajanje |        |        |        |        |        |        |        |
| ------ | -------------------------------- | -------- | ------ | ------ | ------ | ------ | ------ | ------ | ------ |
| 1.     | »A Memorable Fancy Plates 17-20« | 11:23    |        |        |        |        |        |        |        |
| 2.     | »Intro« (instrumentalna skladba) | 2:27     |        |        |        |        |        |        |        |
| 3.     | »Plates 21-22«                   | 3:11     |        |        |        |        |        |        |        |
| 4.     | »A Memorable Fancy Plates 22-24« | 4:50     |        |        |        |        |        |        |        |
| 5.     | »Intro« (instrumentalna skladba) | 3:59     |        |        |        |        |        |        |        |
| 6.     | »A Song of Liberty Plates 25-27« | 26:23    |        |        |        |        |        |        |        |
| 52:13  |                                  |          |        |        |        |        |        |        |        |

## Recenzije
Glazbeni tisak koji pokriva rock, metal i alternativnu glazbu pohvalio je album; časopisi kao što su Terrorizer, Metal Hammer i Rock Hard nazvali su ga albumom mjeseca, a pojavljivao se i na njihovim anketama za najbolji album godine. Međutim, novi elektronički zvuk skupine otuđio je mnoge obožavatelje njezinih prvih triju albuma. U časpopisu Metal Hammer iz siječnja 1999. album je naveden kao "album mjeseca". 
Album je bio dio poklon paketa za norveškog princa Haakona i njegove žene Mette-Marit u 2001.,iako se Ulver smatrao sotonističkim sastavom zbog njihovih black metal korijena.

## Zasluge
| Ulver - Trickster G. – vokal, produkcija, inženjer zvuka - Tore Ylwizaker – programiranje, miks, produkcija, inženjer zvuka - Håvard Jørgensen – gitara - E. Lancelot – bubnjevi - Hugh Steven James Mingay – bas-gitara | Dodatni glazbenici - Stine Grytøyr – vokal - Falch – grebanje po vinilu - Ihsahn – vokal (na pjesmi "A Song of Liberty Plates 25-27") - Samoth – vokal (na pjesmi "A Song of Liberty Plates 25-27") - Fenriz – vokal (na pjesmi "A Song of Liberty Plates 25-27") Ostalo osoblje - Knut Magne Valle – kablovi, žice, zvukovi, produkcija, inženjer zvuka - Børge Finstad – miks - Audun Strype – mastering - Subtopia – dizajn - Lamin Chorr Nilsen – dizajn |